# Mährisch-Schlesisches Nationaltheater

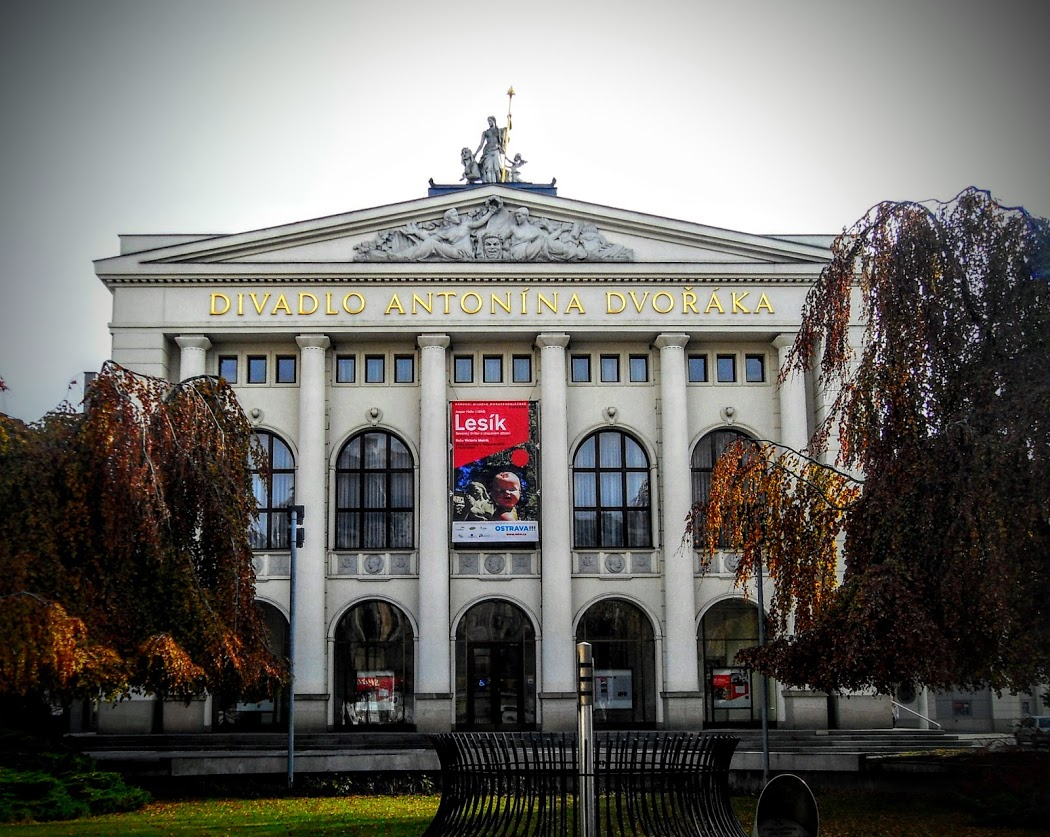
Antonín-Dvořák-Theater

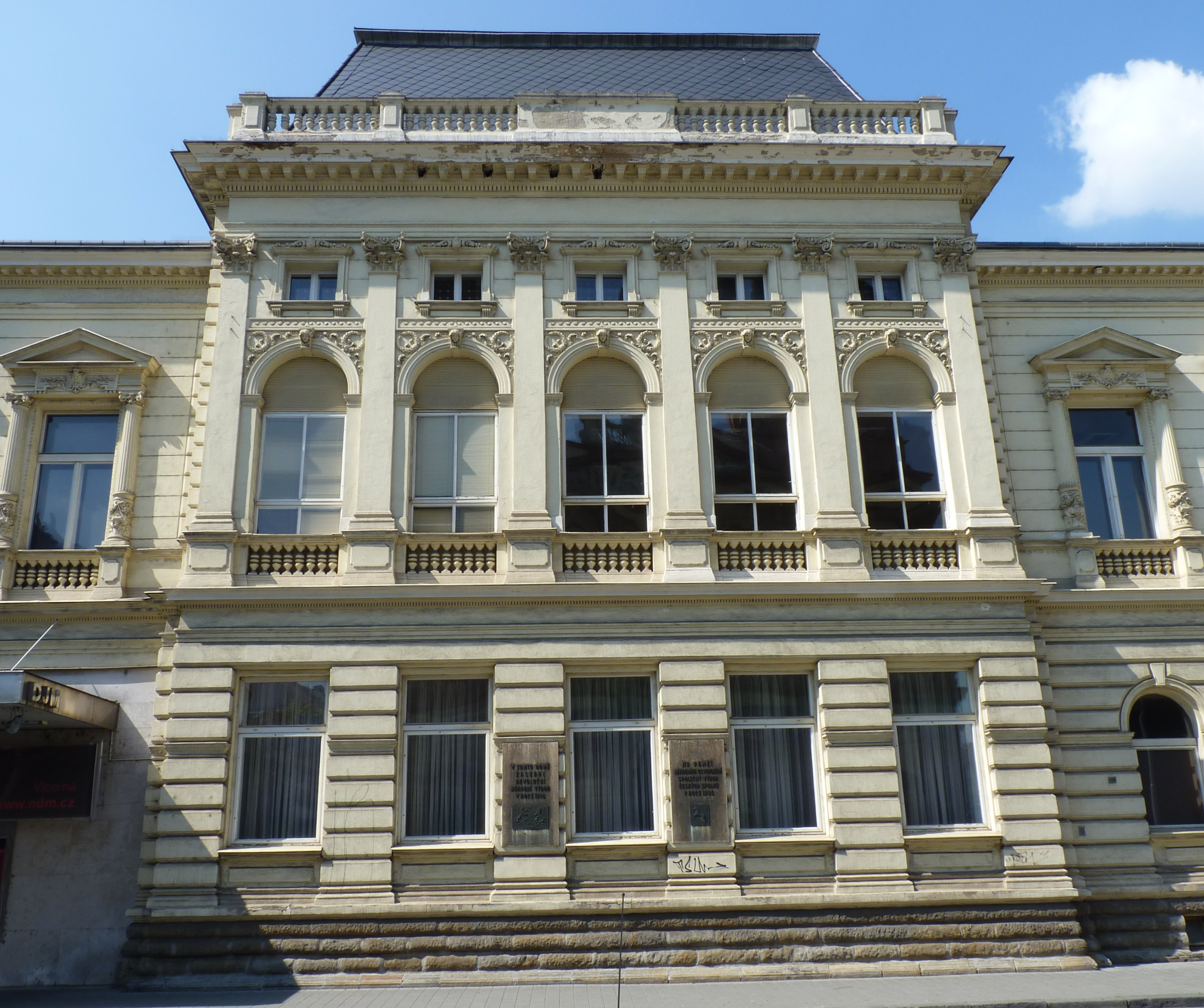
Jiří-Myron-Theater

Das Mährisch-Schlesische Nationaltheater (tschechisch Národní divadlo moravskoslezské, NDM) wurde 1918 in Ostrava gegründet. Es bespielt das Antonín-Dvořák-Theater, ein neobarockes Opernhaus, sowie das Ende des 19. Jahrhunderts im neoklassischen Stil erbaute Jiří-Myron-Theater.
Es handelt sich um ein Vier-Sparten-Haus mit Oper, Operette, Ballett und Schauspiel.

## Geschichte
1918 gründeten Persönlichkeiten aus Ostrava auf Betreiben des Bürgermeisters Jan Prokeš einen Verein, der ein würdiges tschechisches Theater in der Stadt einrichten solle. Am 12. August 1919 wurde das Mährisch-Schlesische Nationaltheater mit Smetanas Verkaufter Braut eröffnet. Zu Beginn spielte es im Stadttheater (Antonín-Dvořák-Theater) und im Národní dům (seit 1954 Jiří-Myron-Theater). Das deutsche Ensemble wechselte 1920 vom Antonín-Dvořák-Theater ins Deutsche Haus, worauf das Antonín-Dvořák-Theater bis 1939 der Sitz des Mährisch-Schlesischen Nationaltheaters war. Seit 1945 bespielt das Theater beide Häuser. 1948 wurde es in Státní divadlo v Ostravě umbenannt, 1995 kehrte man zum ursprünglichen Namen zurück.

## Intendanten
- Václav Jiřikovský (1919–1923)
- František Uhlíř (1923–1926)
- Miloš Nový (1926–1930)
- Ladislav Knotek (1930–1939)
- Karel Jičínský (1939–1939)
- Jan Škoda (1940–1942)
- Jiří Myron (1942–1946)
- Stanislav Langer (1946–1948)
- Antonín Kurš (1948–1952)
- Drahoš Želenský (1952–1953)
- Miloslav Holub (1954–1956)
- Vladislav Hamšík (1956–1971)
- Zdeněk Starý (1971–1988)
- Dalibor Malina (1989–1991)
- Ilja Racek (1991–1998)
- Luděk Golat (1998–2009)
- Jiří Nekvasil (seit 2010)